# Kettenzug

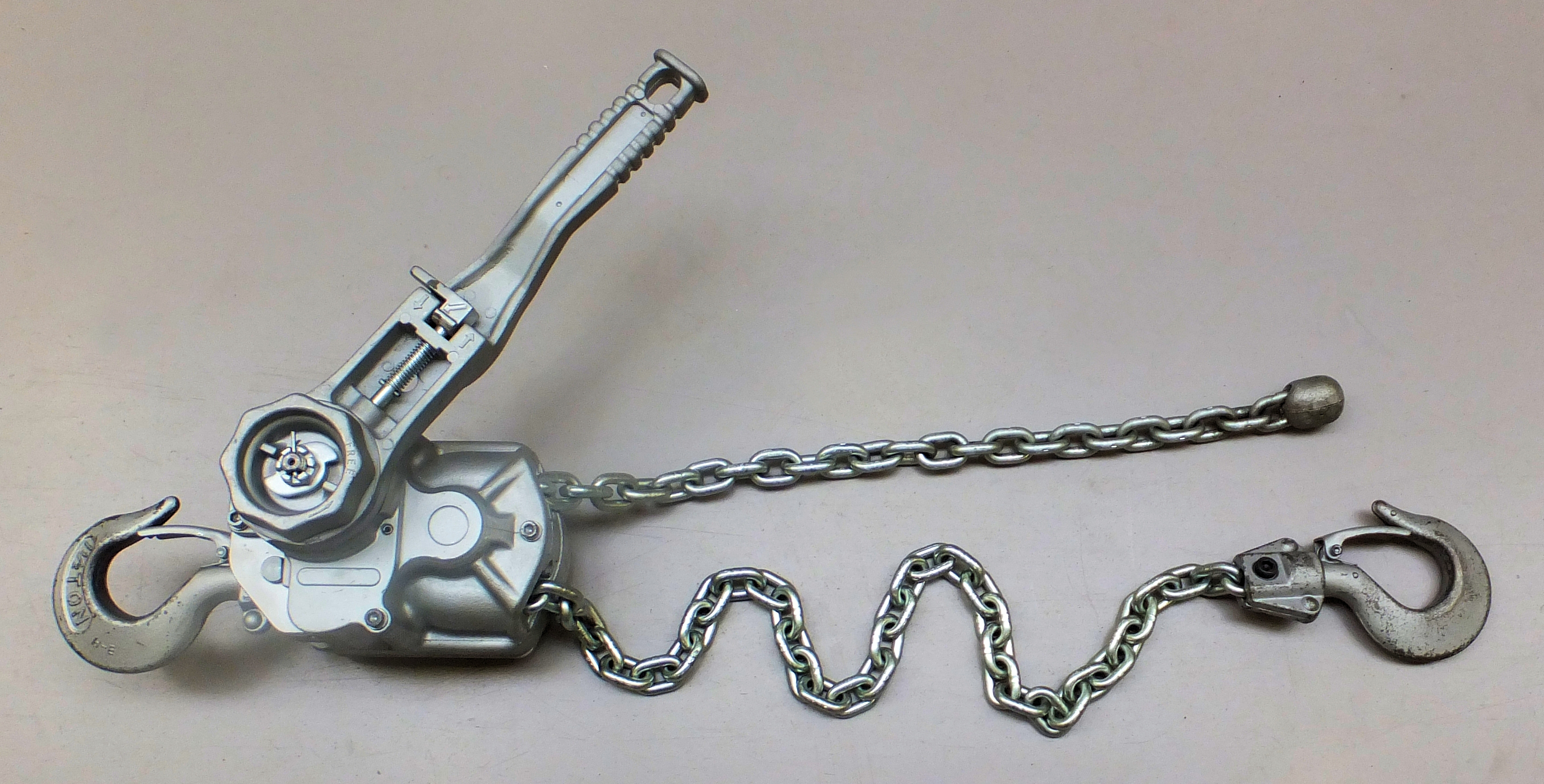
Handbetätigter Kettenzug für Montagearbeiten

Ein Kettenzug ist ein Hebezeug, bei dem als Tragmittel eine Kette eingesetzt wird. Er dient zum Heben und Senken frei beweglicher Lasten. Die Hub-Bewegung kann dabei durch Handbetrieb, Druckluft oder einen Elektromotor erzeugt werden.

## Einsatzgebiete
Elektro-Kettenzüge kommen im industriellen Zusammenhang sowohl als Hebezeuge an Krananlagen im Bereich der flurfreien Fördertechnik zum Einsatz, sowie auch als (vorübergehendes) Hilfsmittel bei Montagearbeiten. Ein weiteres Anwendungsfeld ist die Bühnen- und Veranstaltungstechnik.
Im Bereich der industriellen Intralogistik an Hallenkranen spielen Elektro-Kettenzüge vor allem an Säulenschwenkkranen und an Hängebahnsystemen eine Rolle, wo sie mit einem Fahrwerk ergänzt werden, um einen linearen Transport zu ermöglichen.
Kettenzüge werden auch in explosionsgeschützter Ausführung hergestellt. Im Vergleich zum Seilzug ist der Kettenzug in der Regel günstiger und wird in den unteren Traglastenbereichen (bis max. 10 t) eingesetzt. Weitere Vorteile ergeben sich aus den kompakten Baumaßen und dem geringen Eigengewicht. Im Gegensatz zum Seilzug tritt keine Hakenwanderung auf. Hubgeschwindigkeiten ≥ 32 m/min und Hubhöhen von 160 m (beim Einsatz in Windkraftanlagen) konnten bereits realisiert werden.

## Allgemeiner Aufbau eines motorbetriebenen Kettenzuges

Elektrokettenzug schematisch dargestellt: Kettentrieb mit Rundstahlkette

Der Kettenzug besteht im Wesentlichen aus folgenden Bauteilen:
Hubmotor, Getriebe, Kettenführung, Kettennuss, Hakenflasche, Rundstahlkette und Kettenspeicher.
Vom Hubmotor wird über das Getriebe die notwendige Drehzahlreduktion zur Abtriebswelle erreicht. Die Hubbewegung kann entweder mit polumschaltbaren oder mit frequenzgeregelten Motoren erzeugt werden. Die an der Abtriebswelle befindliche Kettennuss ermöglicht eine formschlüssige Verbindung zur Kette. An der Kette ist eine Hakenflasche befestigt, an der Lasten angehängt werden können. In Kombination mit einer Hakenflasche sind auch mehrsträngige Kettenzüge nach dem Flaschenzugprinzip verfügbar. Der Kettenspeicher, üblicherweise aus Blech oder Kunststoff, dient zum Schutz sowie zur Aufbewahrung des je nach aktueller Hakenposition gerade nicht benötigten Kettenendes.
Polumschaltbare Motoren lassen eine langsame (Feinhub) und eine schnelle (Haupthub) Hubgeschwindigkeit zu. Bei dem Betrieb mit Frequenzumrichtern kann der Bedienende die Hubgeschwindigkeit stufenlos regeln. Der Motor kann entweder direkt oder über Schütze, teilweise auch über Halbleiter-Elemente, ein- und ausgeschaltet werden. Bei einer Direktsteuerung liegen am Steuergerät Netzspannung und Netzstrom an, während Schützsteuerungen mit einer Sicherheits-Kleinspannung versorgt werden.
Als Bediengerät hängt entweder ein Hängetaster vom Kettenzug herab, über den der Kranführer den Hubmotor und optional von dort aus auch Katzfahrantriebe steuern kann, die dann elektrisch an den Kettenzug angeschlossen sind. Alternativ kann der Kettenzug in eine übergeordnete Steuerung integriert werden, was vor allem bei der Kombination mit größeren Krananlagen, etwa Brückenkranen, sinnvoll ist. Inzwischen sind auch Funksteuerungen für Kettenzüge verbreitet.

## Polygoneffekt
Bei jedem Kettenzug kommt es zum Polygoneffekt. Er beschreibt ein rhythmisches Aufschwingen des Lastkettenzuges beim Einziehen der Kette, das durch die unterschiedlichen Wirkradien der Kette auf der Zugrolle entsteht. Im Extremfall schwingt sich die Kette bis zur Resonanzfrequenz auf.

## Anforderungen
In der Veranstaltungstechnik unterscheidet man zwischen verschiedenen Arten von Kettenzügen. Je nach Einsatzzweck müssen die Züge unterschiedliche Anforderungen bezüglich der Sicherheit erfüllen. Konstruktiv werden verschiedene Sicherheitseinrichtungen bei den Zügen verbaut, wie Rutschkupplung, Sicherheitsbremse, Notendschalter, Überlastüberwachung usw. Dabei geht es im Besonderen darum, wie der Zug im Fehlerfall reagiert.
Man unterscheidet zwischen drei verschiedenen Arten, die in dem SQP2 Standard des igvw und den Berufsgenossenschaftliche Vorschriften (BGV) beschrieben werden:
- DGUV Vorschrift 54 (ehemals BGV D8)[2]: Kettenzug für den Auf- und Abbau zum Heben von Lasten, zum Halten von Lasten über Personen muss eine Sekundärsicherung angebracht werden, die keinen Fallweg zulässt
- DGUV Vorschrift 54 Plus (BGV D8 plus): Kettenzug für den Auf- und Abbau zum Heben von Lasten, im Ruhezustand ist der Zug dazu geeignet, Lasten über Personen ohne Sekundärsicherung zu halten
- DGUV Vorschrift 17 (ehemals BGV-C1)[3]: Kettenzug zum Halten und Bewegen von Lasten über Personen

Obwohl die Regelwerke, auf die diese Bezeichnungen ursprünglich zurückgingen, mittlerweile umbenannt wurden, sind diese etablierten Bezeichnungen nach wie vor üblich und werden auch im aktuellen igvw-Standard SQP2 genutzt.
In der Intralogistik ist es eher unüblich, Lasten über Personen zu heben bzw. muss vom Betreiber der Arbeitsablauf möglichst  so gestaltet werden, dass dieser Fall nicht auftritt. Daher sind die dort verwendeten Elektro-Kettenzüge weniger anspruchsvollen Sicherheitsanforderungen unterworfen und richten sich stattdessen weitestgehend den Richtlinien sonstiger Industriekrane.
Diese Sicherheitsfeatures sind üblicherweise an Kettenzügen im industriellen Umfeld zu finden:
- Rutschkupplung als Überlastsicherung sowie als Notendhalteeinrichtung, wenn der Lasthaken das obere oder untere Ende des Hakenwegs anfährt.
- Elektrische oder mechanische Hubgrenzschalter sind optional zusätzlich erhältlich.

## Arbeitssicherheit
Wie alle anderen Hebezeuge für den gewerblichen Einsatz, unterliegen Kettenzüge der Pflicht einer wiederkehrenden Prüfung.